# Susanne Walsleben
Susanne Walsleben (geboren 15. November 1957 in Sundern, Nordrhein-Westfalen; bis 1998 Susanne Stein, Pseudonym Lisa Schneider) ist eine deutsche Journalistin und Autorin. Sie war die letzte Chefredakteurin der früheren DDR-Frauenzeitschrift Sibylle bis zu deren Einstellung 1995 sowie Chefredakteurin weiterer Frauen- und Modezeitschriften. Als Autorin veröffentlicht sie sowohl Ratgeber- und Sachliteratur als auch Belletristik.

## Leben und Beruf
Susanne Stein studierte Literaturwissenschaft und Geschichte. Ihr Redaktionsvolontariat absolvierte sie ab 1983 bei der Hannoverschen Allgemeinen Zeitung. Von 1986 bis 1990 war sie Redakteurin bei der Frauenzeitschrift Freundin. Ab 1990 arbeitete sie als freie Journalistin und Autorin.
Im November 1991 wurde sie stellvertretende Chefredakteurin der Mode- und Kulturzeitschrift Sibylle, die zu der Zeit im Gong-Verlag erschien, im April 1993 wurde sie Chefredakteurin.
Der Verlag hatte die Absicht, die Zeitschrift, deren Besonderheit die künstlerische Fotografie und der umfangreiche Kulturteil war, auf dem gesamtdeutschen Markt zu etablieren. Die wirtschaftlichen Erwartungen erfüllten sich nicht, zumal sich potentielle  Anzeigenkunden zurückhielten. 1994 kaufte die Redaktion die Zeitschrift. Stein blieb bis zur letzten Ausgabe, die im Februar 1995 erschien. Rückblickend bedauerte sie, dass es nicht gelungen war, die Sibylle mit ihrer anspruchsvollen Ästhetik zu erhalten, wenn nicht als Publikumszeitschrift, so doch als Nischenprodukt.
Susanne Stein übernahm von 1995 bis 2000 die Chefredaktion von Burda Moden. In diese Zeit fiel 1998 ihre Eheschließung, seit der sie den Namen Walsleben trägt, Bücher zum Teil aber weiter als Susanne Stein veröffentlicht. Burda brachte 2000 die wöchentlich erscheinende Zeitschrift Vivian heraus, die sich an politisch und wirtschaftlich interessierte sowie netzaffine Leserinnen wandte. Walsleben verantwortete als Chefredakteurin die Druckausgabe, die im Oktober mit 600.000 Exemplaren startete. Das Vivian-Projekt scheiterte und wurde nach wenigen Wochen eingestellt.
Walsleben wechselte im Mai 2001 von Offenburg nach Hamburg zum Heinrich-Bauer-Verlag, bei dem sie bei bella die Nachfolge von Chefredakteur Karl-Heinz Blumenberg antrat. Nach ihrem Ausscheiden 2004 arbeitete sie freiberuflich, unter anderem  für die Zeitschrift Für Sie; 2008 berief der Jahreszeiten-Verlag sie zur stellvertretenden Chefredakteurin der Zeitschrift. 2015 übernahm sie zeitweilig die Leitung der Redaktion, bis Julia Brinckman als Chefredakteurin Sabine Fäth ersetzte, die im Januar 2015 den Verlag verlassen hatte.
2005 nahmen Susanne Walsleben und ihr Mann ein achtjähriges Mädchen als Pflegekind an.

## Werke (Auswahl)
als Susanne Stein
- Damit die Liebe hält. Partnerwahl, Alltag und erste Krise; ein Ratgeber für junge Paare. Mosaik, München 1991 ISBN 978-3-576-08794-1.
- Die Mätresse des Kaisers. Knaur, München 2007 ISBN 978-3-426-63532-2 (Belletristik).
- Der Löwe und die Königin. Knaur, München 2008 ISBN 978-3-426-63533-9 (Belletristik).

als Susanne Walsleben
- Männer mit Eigenschaften. Was der Mann, den Sie lieben, mit in die Beziehung bringt und wie sich damit besser leben lässt. Goldmann, München  2006 ISBN 978-3-442-16783-8.
- Warum Frauen immer auf der Suche und Männer immer auf der Flucht sind. Die 100 populärsten Beziehungsirrtümer. Südwest, München 2006 ISBN 978-3-517-08238-7.
- Der gebrauchte Prinz. Vom Umgang mit einem Traummann aus zweiter Hand. Knaur, München 2007 ISBN 978-3-426-77957-6.
- Chili, Charme und Schokoküsse. Knaur, München 2009 ISBN 978-3-426-50369-0 (Belletristik).
- Warum nehme ich nicht ab? Die 100 größten Irrtümer über Essen, Schlanksein und Diäten. Südwest, München 2017 ISBN 978-3-517-09429-8.

als Lisa Schneider
- Die große Farb- und Typ-Beratung. Mode, Muster, Farben, Frisuren, Make-up, Schmuck, Accessoires und Düfte für jeden Typ. Südwest, München 1993 ISBN 978-3-517-01418-0.